# Bechen

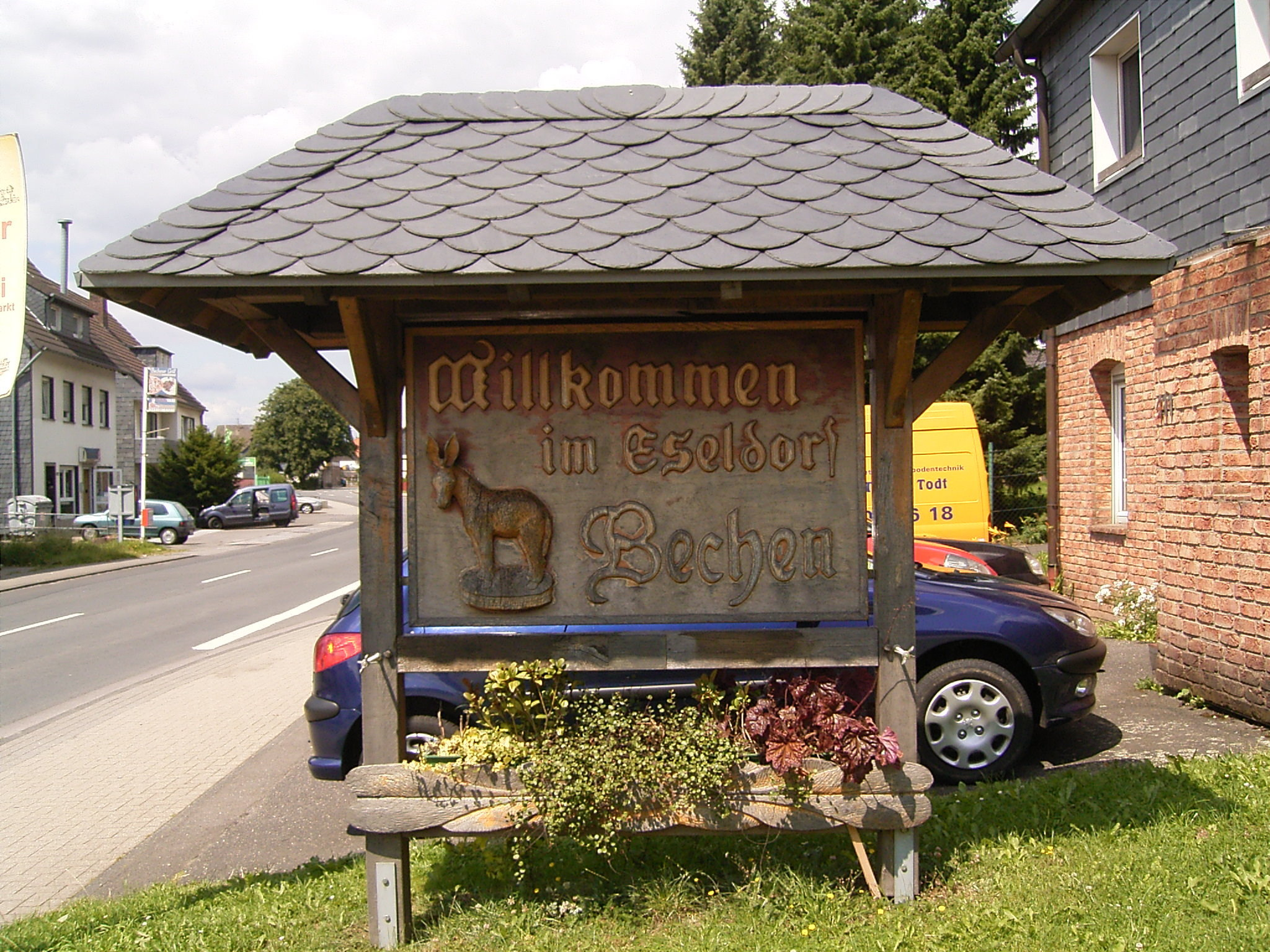
Ortseinfahrt-Schild Eseldorf, 2008

Bechen ist ein Ortsteil der Gemeinde Kürten, der sich in der Mitte des Rheinisch-Bergischen Kreises befindet. Der Ort liegt am südlichen Rande der Großen Dhünntalsperre. Bechen ist geprägt durch eine vielfältige Vereinskultur und den Karneval.
Zugleich bildete Bechen von 1806 bis 1974 zusammen mit zahlreichen umgebenden Wohnplätzen eine selbstständige Landgemeinde und war im 19. Jahrhundert Teil der Bürgermeisterei Kürten.

## Wahrzeichen
Das Bechener Wahrzeichen ist der Esel. Um den Esel als Wahrzeichen des Ortes ranken sich einige Geschichten. Die Bezeichnung „Eselsdorf“ geht auf eine Geschichte aus dem Bergischen zurück. In früher Zeit brachten die Bauern aus Bechen ihre Erzeugnisse mit den Eseln auf den Kölner Markt. Da die Esel manchmal etwas störrisch und eigenwillig sind, kamen die Bechener etwas später zum Markt. So ging auf dem Kölner Markt der Spruch umher: „Loss mer jet waade mem koofe, die Bechener Esele sin noch nit do“ (Lasst uns noch etwas mit dem Kaufen warten, die Bechener Esel sind noch nicht da). Von da an wurden alle Bechener auch „Esel“ genannt. 
Seit 1983 steht mitten in Bechen am Kreisverkehr die Skulptur eines Esels (geschaffen von Heide Dobberkau).

## Geschichte

### Geschichte des Dorfes Bechen
Der Ortsname geht auf einen Bach zurück.
Im Frühmittelalter entstand die erste feste Siedlung auf dem Gebiet des heutigen Bechen an dem alten Heerweg Köln–Wipperfürth–Soest, einer bedeutenden mittelalterlichen Altfernstraße von Köln über Wipperfürth nach Soest. Die Trasse der alten Höhenstraße, die zwischen Schnappe und Neuensaal östlich von Bechen verlief, wird bis auf kleine Abweichungen wie hier noch heute von der Bundesstraße 506 genutzt. 1175 wurde Bechen das erste Mal als Beche urkundlich erwähnt; Reinard von Kenten soll sein Gut in Bechen zur Errichtung eines Klosters gestiftet haben. Im 13. Jahrhundert wurde Bechen im Zuge der Durchsetzung der Ämterverfassung im Herzogtum Berg dem Amt Steinbach eingegliedert. 1280 wird der Ort als apud beche, 1300 als Beke genannt. Erst 1363 wird die scheinbare Pluralform Bechen verwendet.
Die Topographia Ducatus Montani des Erich Philipp Ploennies, Blatt Amt Steinbach, belegt, dass der Wohnplatz bereits 1715 ein Kirchdorf war. Carl Friedrich von Wiebeking benennt den Ort auf seiner Charte des Herzogthums Berg 1789 als Bechen. Aus ihr geht hervor, dass der Ort zu dieser Zeit Titularort des Kirchspiels Bechen war, das zugleich die Honschaft Bechen im bergischen Landgericht Kürten bildete.
1822  lebten 48 Menschen im als Dorf kategorisierten Ort. Für das Jahr 1830 werden für Bechen 58 Einwohner angegeben. Er besaß zu dieser Zeit eine katholische Pfarrkirche und eine Baumwollspinnerei. Der 1845 laut der Uebersicht des Regierungs-Bezirks Cöln als Kirchdorf kategorisierte Ort besaß zu dieser Zeit fünf Wohngebäude mit 71 Einwohnern, davon 68 katholischen und drei evangelischen Bekenntnisses. Die Gemeinde- und Gutbezirksstatistik der Rheinprovinz führt Bechen 1871 mit 15 Wohnhäusern und 107 Einwohnern auf.
In der Zeit des Nationalsozialismus gab es in Bechen ein Arbeitsdienstlager des Reichsarbeitsdienstes.
Im Zweiten Weltkrieg wurde Bechen trotz seiner Nähe zu Köln und anderen Großstädten im Bergischen weitgehend verschont. Viele Flüchtlinge aus den Großstädten suchten nach dem Krieg auf dem Land eine neue Heimat.
In der Zeit zwischen Kriegsende (1945) und kommunaler Neuordnung (1975) gab es in Bechen folgende Ortsbürgermeister: Leo Felder aus Bechen-Hau (1945 eingesetzt von der Britischen Besatzungsmacht), Johann Schmitz aus Fellühr (1948 nach der ersten Gemeinderatswahl), Peter Krämer aus Kleinheide, Hans Höller aus Neuensaal, Hans Odenthal aus Krautweg, Heinz Geus aus Bechen, Paul Krämer aus Bechen (als letzter Bürgermeister vor der kommunalen Neugliederung).

### Geschichte der Gemeinde Bechen
Aufgrund eines Gebietstausches wurde das Herzogtum Berg 1806 von König Maximilian I. Joseph von Bayern an Frankreich abgetreten und kam so zum französischen Satellitenstaat Großherzogtum Berg. Kürten mit der Honschaft Bechen bildete daraufhin nach der grundlegenden französischen Verwaltungsreform eine Mairie (Bürgermeisterei), die dem Kanton Wipperfürth im Arrondissement Elberfeld angehörte. 1816 wurde die Honschaft Bechen eine Landgemeinde in der Bürgermeisterei Kürten des Kreises Wipperfürth Teil des Königreichs Preußen (zuerst der Provinz Jülich-Kleve-Berg und ab 1822 der Rheinprovinz), das in Nachfolge der Franzosen deren Verwaltungsgliederung überwiegend übernahm. Mit der Einführung der Gemeindeordnung für die Rheinprovinz von 1845 wurde Bechen zur Gemeinde innerhalb der Bürgermeisterei Kürten.
Neben dem Hauptort umfasste das Gemeindegebiet die Ortschaften und Wohnplätze Altensaal, Durchmarsch, Durhaus, Eiberg, Eikamp, Eisenkaul, Haaswinkel, Hau, Heidergansfeld, Herrscherthal, Herweg, Höchsten, Höhe, Hohemühle, Holz, Hommermühle, Kleinheide, Klief, Knappstockberg, Kochsfeld, Königsspitze,  Kotzberg, Kragau, Krautweg, Liesenbergermühle, Müllenberg, Nelsbach, Neuenhaus, Nußbaum, Ober Kalsbach, Ober Ossenbach, Plätzmühle, Pohl, Pompelbusch, Richerzhagen, Rodenberg, Schnappe, Schwarzeln, Stockberg, Straßen, Trinenhaus, Unter Kalsbach, Unter Ossenbach, Viersbach und Wehrkotten.
Das Gemeindelexikon für die Provinz Rheinland von 1888 gibt für die Landgemeinde Bechen eine Einwohnerzahl von 1335 an (1323 katholischen und zwölf evangelischen Bekenntnisses), die in 47 Wohnplätzen mit zusammen 282 Wohnhäuser und 275 Haushaltungen lebten. Die Fläche der Gemeinde (1615 ha) unterteilte sich in 699 ha Ackerland, 100 ha Wiesen und 720 ha Wald. Bis 1905 sank die Einwohnerzahl auf 1279.
Im 19. Jahrhundert war das Bergische Land noch von der Landwirtschaft geprägt. Industrieansiedlungen gab es in Kürten fast gar nicht, weshalb viele in die großen Städte zogen, weil Nahrung und Arbeit nicht mehr vorhanden waren (Landflucht).
Am 1. Januar 1975 entstand durch die Gebietsreform in Nordrhein-Westfalen die Gemeinde Kürten, zu der der Großteil Bechens gehört. Eine Fläche von 97 Hektar und damals 319 Einwohnern wurde an die Gemeinde Odenthal abgetreten.
Viele der Anwohner arbeiten heute in den umliegenden Großstädten (Pendlergemeinde).

## Verkehr
Bechen ist an die Autobahnen A1 in Burscheid, A3 in Leverkusen und A4 in Bergisch Gladbach-Moitzfeld angebunden. Die viel befahrene Bundesstraße 506 teilt den Ort in zwei Hälften. Es gibt Wanderwege, die entlang der Großen Dhünntalsperre führen.

## Kultur

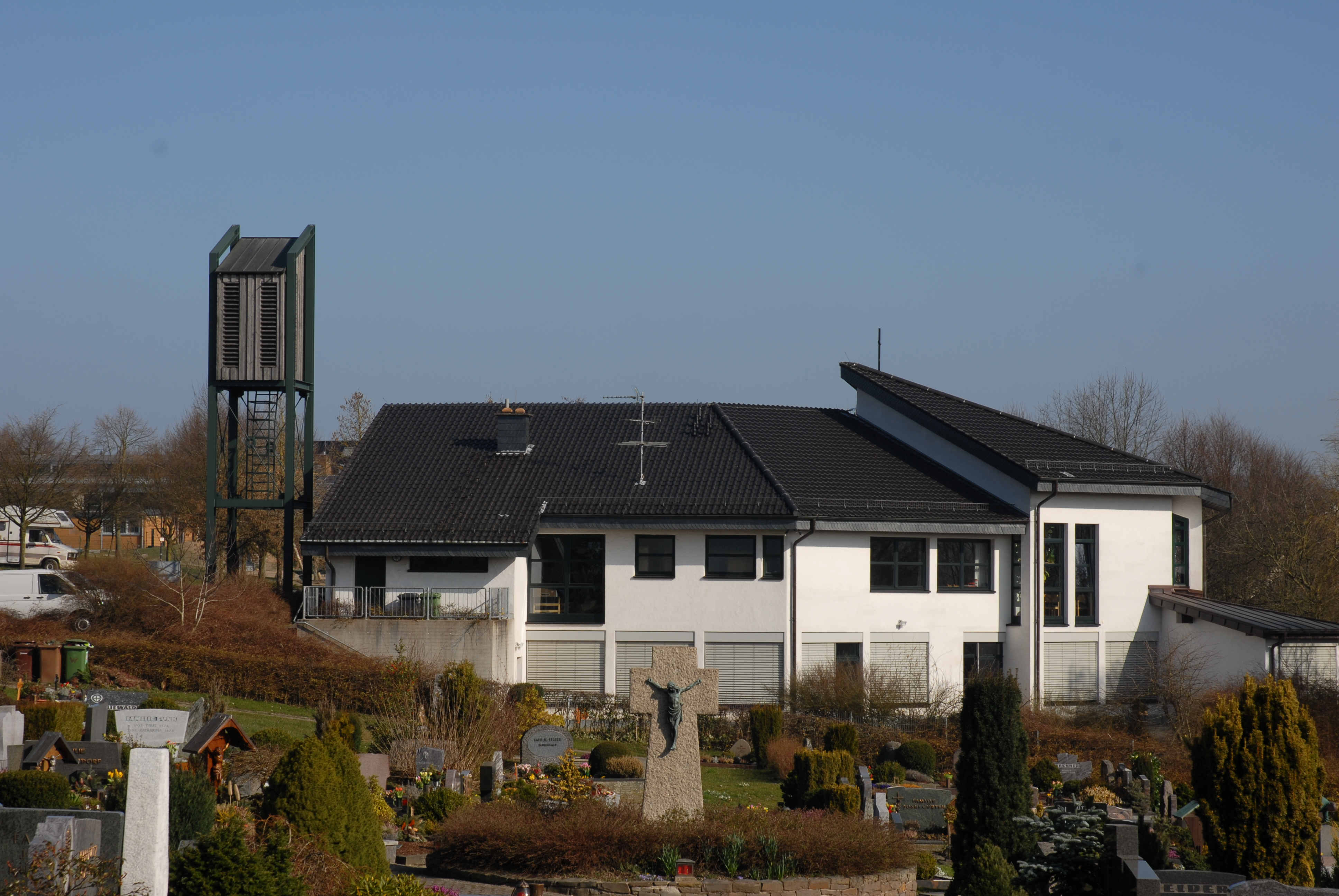
Evangelische Kirche in Bechen

Es gibt im Ort zahlreiche Vereine, darunter Sport- und Musikvereine, ein Bienenzucht- und ein Karnevalsverein.
In der Ortsmitte befindet sich die römisch-katholische Kirche St. Antonius Einsiedler. In der Nähe, neben der katholischen Grundschule, liegt die evangelische Versöhnungskirche.

## Jugend und Erziehung
Katholische Kirche
- KLJB Bechen (katholische-Land-Jugend-Bewegung)
- Leiterrunde
- Messdiener Sankt-Antonius Bechen

Schule:
- Katholische Grundschule Bechen

Musik:
- Jugendorchester der Musikgemeinschaft Bechen e. V.

Kindergärten:
- Evangelischer Kindergarten Bechen
- Katholischer Kindergarten Bechen
- Kita Kürten-Bechen Johanniter-Unfall-Hilfe e. V.

Jugendfeuerwehr:
- Jugendfeuerwehr Kürten 2 (Bechen)